# Euceramus
Euceramus is een geslacht van kreeftachtigen uit de klasse van de Malacostraca (hogere kreeftachtigen).

## Soorten
- Euceramus panatelus Glassell, 1938
- Euceramus praelongus Stimpson, 1860
- Euceramus transversilineatus (Lockington, 1878)